# Сатіяшрая
Сатіяшрая — імператор Західних Чалук'їв.

## Правління
Під час об'єднання імперії на початку XI століття Сатіяшрая брав участь у кількох війнах проти династії Чола з Тханджавура, проти правителів Парамара й Калачурі у центральній Індії, а також проти Чаулук'їв з Гуджарата. Результати тих війн були різними: якісь приносили перемогу, інші — поразку. Навіть будучи принцом, за часів правління батька, Сатіяшрая зарекомендував себе вправним воїном.
Покровительствував видатному поету-каннада Ранні.